# Due acrobati con cane
Due acrobati con cane è un gouache su cartone realizzato nel 1905 dal pittore spagnolo Pablo Picasso. Misura 105,5 × 75 cm.
È conservato nel Museum of Modern Art
di New York.
Come molte altre opere di Picasso, il soggetto è di ambito circense; sono infatti rappresentati due saltimbanchi accompagnati dal cane. Uno dei due è vestito da Arlecchino, personaggio molto amato dall'artista per via del costume a losanghe. Come nella Ragazza di Maiorca i due ragazzi mostrano un'aria melanconica e rattristata, dovuta probabilmente alla loro condizione di emarginazione dalla società.